# 懷特伊格爾鎮區 (阿肯色州康韋縣)
懷特伊格爾鎮區（英語：White Eagle Township）是位於美國阿肯色州康韋縣的一個行政鎮區。

## 地方資料
懷特伊格爾鎮區的面積為31.10平方千米，當中陸地面積為31.06平方千米，而水域面積為0.04平方千米。根據2010年美國人口普查的數據，當地共有人口50人，而人口密度為每平方千米1.61人。